# Oritoniscus remyi
Oritoniscus remyi är en kräftdjursart som beskrevs av Henri Dalens 1964. Oritoniscus remyi ingår i släktet Oritoniscus och familjen Trichoniscidae. Inga underarter finns listade i Catalogue of Life.